# Parmehutu

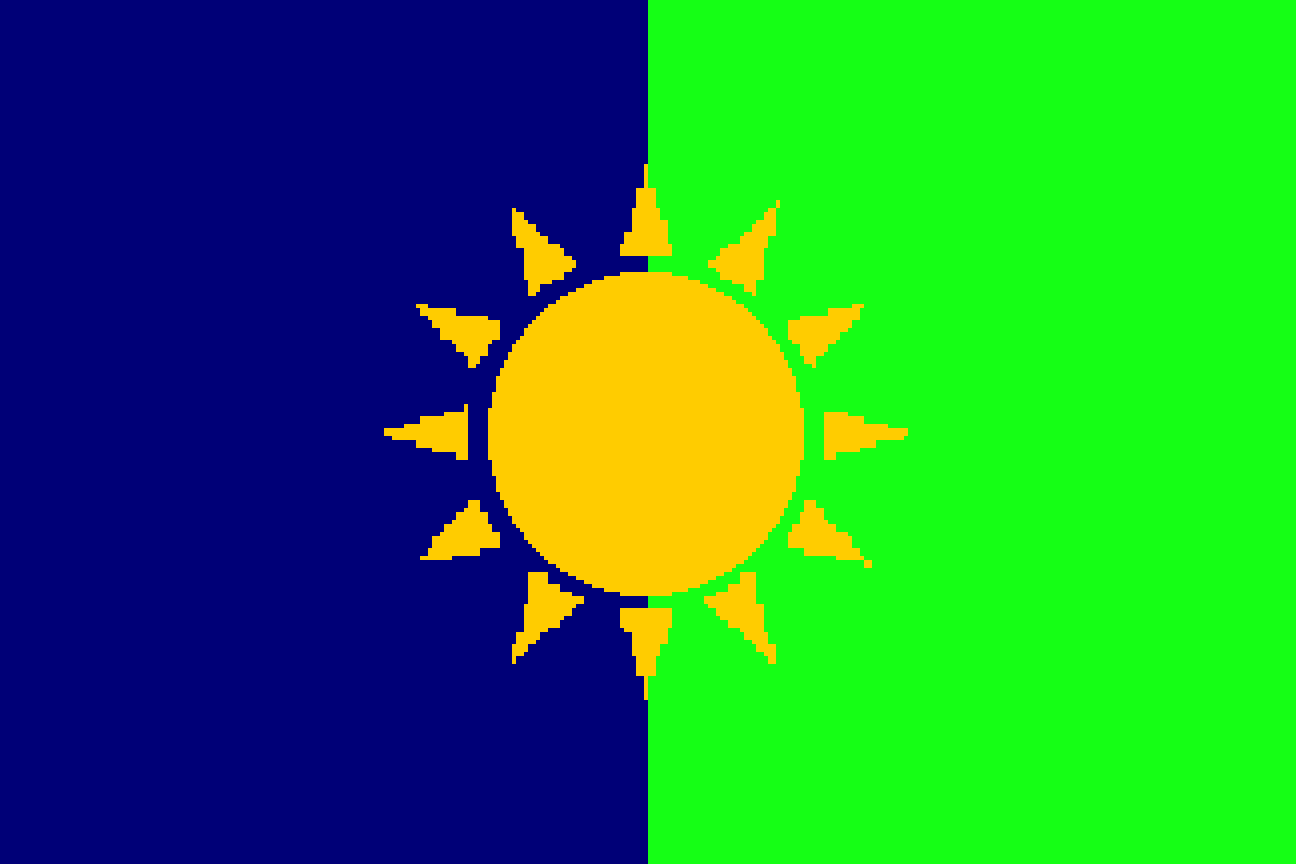
Bandeira politica do Partido Parmahutu, designada por Grégoire Kayibanda em 1957

O Partido do Movimento de Emancipação Hutu (em francês: Parti du Mouvement de l'Emancipation Hutu, Parmehutu), também conhecido como Movimento Democrático Republicano - Parmehutu (Mouvement démocratique republicain - Parmehutu, MDR-Parmehutu), foi um partido político no Ruanda. O movimento enfatizou o direito da etnia maioritária de governar e afirmou a supremacia dos hutus sobre os tutsis. Foi o partido mais importante da Revolução Ruandesa (1959–1961) que levou o país a se tornar uma república independente, com os hutus, substituindo os tutsis como grupo governante.

## História
O partido foi fundado por Grégoire Kayibanda em junho de 1957 como Movimento Social Hutu, um partido de nacionalistas hutu que lutou pela emancipação da maioria oprimida hutu; a organização era especialmente contra o governo monarquista, que era um fantoche belga, e seu rei era um tutsi que, muitas vezes, fez políticas racistas anti-hutus e até mesmo massacres contra dissidentes. Foi renomeado em 25 de setembro de 1959 e dominou as eleições locais em 1960, ganhando 2 390 dos 3 125 assentos no conselho comunal eleitos e 160 de 229 burgomestres.
Em 1961, as eleições parlamentares foram realizadas juntamente com um referendo sobre a monarquia tutsi de Mwami Kigeri V, referendo esse organizado pelos belgas, Kigeri V a princípio havia recusado a proposta. O MDR-Parmehutu ganhou 35 dos 44 assentos na Assembléia Legislativa, enquanto o referendo viu o fim da monarquia. 
Kayibanda nomeou um governo de hutus e tornou-se presidente após a independência em julho de 1962. Em 1965, era o único partido legal do país, e as eleições desse ano viram Kayibanda concorrer sem oposição à presidência e o partido ganhar todos os 47 assentos da Assembleia Nacional.
Sob o governo de Parmehutu, os tutsis tiveram vários de seus direitos especiais, concedidos pelo governo monarca, retirados. Intelectuais, ricos e nobres foram perseguidos, presos e executados, porém, milícias irregulares e populares não governamentais começaram a perseguir a população tutsi em geral, destruindo seus pertences e matando seus membros. Embora o governo não apoiasse e nem condenasse esse tipo de atitude, nada fez para impedir que essas milícias cometessem crimes e ataques contra os tutsis. A constante perseguição miliciana e o crescente racismo levaram à fuga de centenas de milhares de tutsis do Ruanda, procurando refúgio em países vizinhos, maioritariamente no Congo. Os massacres tutsis de 1963 foram descritos por Bertrand Russell como os piores desde o Holocausto; em 1967, outros 20 000 tutsis foram mortos.
No golpe de julho de 1973, Kayibanda foi traído e deposto por seu primo Major-General Juvénal Habyarimana que, como outros líderes do norte de Ruanda (abakonde), se sentiu marginalizado pelo regime de Parmehutu dominado pelo sul. O partido Parmehutu foi suspenso e oficialmente banido dois anos depois, quando o Ruanda se tornou um estado de partido único sob o novo Movimento Nacional Revolucionário para o Desenvolvimento (MRND) de Habyarimana, que era dominado por hutus das partes norte e noroeste do país.